# Евжен Веселий
Євжен Веселий (чеськ. Evžen Veselý; 4 лютого 1907, Простейов — 10 вересня 1947, Брно) — чеський футболіст, нападник.
У 1927 році зробив суттєвий внесок у перемогу празької «Спарти» у першому розіграші Кубка Мітропи, забивши чотири голи. В 1928 році став в складі клубу «Простейов» чемпіоном Чехословаччини серед аматорів.

## Клубна кар'єра
Виступав в дублюючих складах «Славії» і «Спарти», лише зрідка потрапляючи до основних команд. Дебютував за «Спарту» в чемпіонаті в 1927 році в дербі проти «Славії». У вересні того ж року забив чотири голи в матчі третього раунду Середньочеського кубка у ворота «Кладно» (6:1).
Найбільше відомий завдяки участі в чвертьфінальних і півфінальних матчах першого розіграшу Кубка Мітропи 1927 року. Забив по два голи в кожному з двох матчів проти віденської «Адміри» (5:1, 3:5). Також грав у півфінальних матчах проти «Хунгарії» (0:0, 2:2), а у фіналі проти «Рапіда» (6:2, 1:2) не виступав. «Спарта» стала першим переможцем Кубка Мітропи.
В 1928 році грав за команду «Простейов», з якою став чемпіоном Чехословаччини серед аматорів. У фіналі «Простейов» переміг «Крочеглави» з рахунком 2:0, обидва голи забив нападник Ненал, а Веселий відзначився гольовим пасом під час першого голу.
У складі «Жиденіце» в сезоні 1932/33 став найкращим бомбардиром Другої ліги з 22-ма голами, чим суттєво допоміг команді вийти до Першої ліги Завдяки цьому досягненню зумів знову зіграти в елітному дивізіоні чемпіонату Чехословаччини в сезоні 1933/34 в складі Жиденіце. Щоправда, грав лише на початку сезону. Єдиний у тому чемпіонаті і останній в кар'єрі гол у першій лізі забив 24 вересня 1933 року, а останній матч зіграв 8 жовтня 1933.
У лютому 1934 року перейшов до «Моравської Славії» (Брно).

## Виступи за збірну
Виступав за аматорську збірну Чехословаччини в матчі проти основної збірної Польщі. Цей поєдинок було зіграно в неділю 28 жовтня 1928 року в Празі на стадіоні «Летна» в рамках Слов'янських ігор, присвячених десятій річниці утворення Чехословаччини. На 25-й хвилині матчу Веселий зіткнувся з польським воротарем Шуміцем, в результаті чого обидва були змушені покинути поле.
- Чехословаччина (аматори) – Польща-А 1:0 (1:0) (Ярослав Мотак, 45)[11][12].

## Статистика виступів

### Статистика виступів у чемпіонаті
| Рік виступів       | Матчі | Голи | Хвилини | Клуб         |
| ------------------ | ----- | ---- | ------- | ------------ |
| Перша ліга 1927/28 | 4     | 3    | 360     | Спарта Прага |
| Перша ліга 1928/29 | 1     | 0    | 90      | Спарта Прага |
| Перша ліга 1933/34 | 2     | 1    | 180     | Жиденіце     |
| РАЗОМ I. ЛІГА      | 7     | 4    | 630     |              |

### Чемпіонат Чехословаччини серед аматорів 1928 року
Фінал
| 11.11.1928 |

| СК «Простейов» | 2 — 0 | СК «Крочеглави» |
| -------------- | ----- | --------------- |
| Ненал 41', 63' |       |                 |

| "стадіон СК Кладно", Прага Глядачів: 5000 Арбітр: Ширмер |

На 40-й хвилині Гумл не реалізував пенальті (воротар Шрам парирував).
СК Простейов: Шрам — Кацал, Шмудла — Ланський, Кочирж, Цетковський — Мюллер, Ненал, Їрка (або Став), Веселий, Затлоукал
СК Крочеглави: Шубрт — Дворжак, Жак (або Янський) — Понік, Брабець, Гумл — Хлібець, Коштялек, А.Горак, Гейма, Таубер.

## Титули і досягнення
- Володар Кубка Мітропи (1):

«Спарта» (Прага): 1927
- Переможець аматорського чемпіонату Чехословаччини (1):

«Простейов»: 1928